# Paul Maipan
Paul Maipan (ur. 14 lutego 1944 w Manikamangalam) – indyjski duchowny rzymskokatolicki, w latach 1997–2022 biskup Khammam.

## Życiorys
27 sierpnia 2022 papież Franciszek przyjął jego rezygnację z funkcji biskupa diecezjalnego. 